# Gonepteryx aspasia
Gonepteryx aspasia is een vlindersoort uit de familie Pieridae (witjes) en de onderfamilie Coliadinae.
De wetenschappelijke naam werd in 1858 gepubliceerd door Ménétriés.